# Staurois latopalmatus
Staurois latopalmatus» es una especie  de anfibios de la familia Ranidae.

## Distribución geográfica
Se encuentra en Brunéi, Indonesia y Malasia. 